# Carel Steven Adama van Scheltema
Carel Steven Adama van Scheltema, född 26 februari 1877 och död 6 maj 1924, var en nederländsk diktare.
Adama van Scheltema var först skådespelare och konsthandlare, och utgav 1900 sin första diktsamling Een weg van verzen. Senare följde Levende steden: 1. London 2. Düsseldorp 3. Amsterdam (1903-04), dramat Naaktmodel (1917) och den teoretiska Grondslagen eener nieuwe poezie (1907).